# قائمة قلاع بيروت
قائمة قلاع بيروت أو قائمة قلاع بيروت التاريخية، هي قائمة ويكيبيدية تحاول الإحاطة بقلاع وحصون وأبراج بيروت التاريخية.
يوجد عدد من المباني الأثرية اللبنانية في بيروت، والتي يمكن إدراجها تحت تصنيف القلاع والحصون أو التحصينات والأبراج التاريخية.
سنحاول إدراجها في ويكيبيديا، منها ما يزال قائما ومنها المهدم ومنها ما هو في حالة أطلال من قلاع وحصون وأبراج تحتاج للترميم والحفظ، ومنها ما تهدم أو هُدم لأسباب مختلفة وبني على أنقاضه بنايات أخرى كقلعة بيروت التاريخية، ومنها ما أزيل على أرض الواقع (لم يعد له أثر)، ولكن وجوده التاريخي بقي محفورا موثقا ذكره في الوثائق التأريخية وفي الذاكرة البيروتية والذاكرة الجماعية في ذاكرة المدينة بيروت العاصمة.

## مدخل للقائمة
تعتبر بيروت ضمن مدن لبنان الفينيقية من أقدم المدن والحواضر التاريخية في الشام والعالم فهي إلى جانب صور وأريحا تفي قائمة اليونيسكو لأقدم 10 مدن في التاريخ. كما أثبتت الحفريات الأثرية قدم هذه المدينة، وحيث تعتبر لبنان أحد بوابات الشام والشرق الأوسط عبر البحر الأبيض المتوسط منذ العصر الفينيقي، كحضارة بحرية بنيت على الرحلات ونجارة أعالي البحار أكثر منها عسكرية، حيث انطلقت السفن الفينيقية للتجارة والتعارف بين الشعوب، ومنها انتشرت الأبجدية إلى شعوب العالم كبديل مجدي عن الهيروغليفيات القديمة، وبيروت ضمن هذا الإطار إلى جانب صور والمدن اللبنانية العتيقة تعتبر مركزاً من مراكز الحضارة الفينيقية القديمة، وإذ تقع لبنان في موقع إستراتيجي في الشام والشرق الأوسط بين معابر الطرق البحرية والبرية في غرب المتوسط - جنوب المتوسط، موقع وحضارة كانت تحت ظل صراع وأطماع الإمبراطوريات منذ نهاية العهد الفينيقي، فكان لا بد لأرض الأرز أن تعرف بناء سلاسل من القلاع والحصون، لحماية الطرق والممرات حفاظاً لالتي تؤمن الممتلكات وطرق التجارة والإمدادات، في موقع عرف صراع النفوذ بين الإمبراطوريات المختلفة منذ العهد الفينيقي الأم في لبنان إلى الفرعوني والفارسي والاغريقي والروماني والأيوبي وفترة الحروب الصليبية إلى العهد العثماني.
وهذا ما سنحاول الإحاطة به في ويكيبيديا لادراج كل الحصون والقلاع البيروتية.

## القائمة
| اسم القلعة أو الحصن أو البرج التاريخي الييروتي | ملاحظات |
| ---------------------------------------------- | --- |
| سور المدينة والخندق البيروتي                   | يقع سور المدينة والخندق البيروتي (بالإنجليزية: City Wall and Moat)‏ في بيروت عاصمة لبنان بني سور مدينة بيروت حوالي القرن 9، وتم هدمه للأسف في بداية القرن العشرين، تم بناء سوق الجميل فوق الخندق المردوم. لم يتمكن علماء الآثار من تقديم تاريخ محدد لبناء سور المدينة وخندقه رغم أن السجلات التاريخية تشير إلى القرن التاسع. |
| قلعة بيروت البحرية                             | قلعة بيروت" أو "قلعة بيروت البحرية" أو "برج بيروت البحري"، هي قلعة بحرية قديمة، تقع إلى الجنوب الشرقي من مدخل المرفأ فوق تلة عرفت قديماً بمحلة الخارجة، أو تلة مقبرة الخارجة. تعرضت القلعة لأضرار في مراحل مختلفة من أواخر العهد العثماني، ولقصف شديد أيام الحكم المصري لبيروت في لبنان، من قبل أساطيل أوروبية متحالفة في عهد محمد علي باشا. وقد تم إعادة بنائها وتحويلها لمسجد سنة 1844، على أنقاض قلعة بيروت، والذي سمي لاحقا بمسجد المجيدية، في عهد السلطان عبد المجيد الأول. وكان يستخدم الطابق السفلي للقلعة كمخزن للتجار البيروتيين على الميناء، بما في ذلك تجارة الأخشاب. |
| برج الأمير جمال                                | يعتبر من أهم الأبراج في بيروت، وقد ورد ذكره في كتاب الشيخ أحمد بن محمد الخالدي الصفدي "لبنان في عهد الأمير فخر الدين الثاني" يرجح أن هذا البرج ينسب إلى الأمير جمال الدين الكبير الجندي، أحد ولاة بيروت في القرن السابع الهجري، على حد ما جاء في كتاب صالح بن يحيي "تاريخ بيروت". |
| برج البعلبكية                                  | من قلاع وحصون بيروت التاريخية، يقع مقابلا للبحر بمحاذاة برج السلسلة، ويعود تاريخه إلى العصور الوسطى. جاء ذكره في كتاب "تاريخ بيروت" لصالح بن يحي. اطلق عليه اسم " البعلبكية" لأن فرقا من جنود بعلبك كانت تحرس بيروت من البرج |
| برج الكشاف                                     | برج الكشاف، أو البرج الكبير، سمي أيضا في القرن التاسع عشر باسم "ساحة المدافع"، هو برج من أبراج بيروت العتيقة، يتموقع هذا البرج في منطقة البرج أو ساحة البرج. يعتبر تاريخيا أكبر أبراج وقلاع بيروت، يعود بناؤه إلى عهد الملك الظاهر برقوق في القرن الرابع عشر.القرن الرابع عشر الميلادي |
| برج الباشوراء                                  | برج الباشوراء يسمى أيضا برج العريس، يوجد موقعه جنوب سور بيروت، جنوب بيروت القديمة، في المنطقة المعروفة باسم الباشوراء، وقد سميت الباشورة وجمعها بواشير، بمعنى سد من التراب، كان أحد الأبراج القائمة في حماية بيروت. وقيل أن هذا البرج كان يتصل بمغارة تنفذ إلى محلة المزرعة جنوباً. |
| برج القشلة                                     | كان موقعه في الثكنة العثمانية، وقد بنت الحكومة العثمانية مكانه أو على أساساته وقواعده عام 1853 ثكنة خاصة للجند العثمانيين. وهذه الثكنة حولت بدورها في عهد الانتداب الفرنسي ومن ثم عهد الاستقلال مقراً للحكومة اللبنانية الاستقلالية، وقد عرف فيما بعد باسم السراي الكبير. |
| دارة سلام                                      | برج سلام أو دارة أبي سلام أو دار سلام برج مدني حديث على الطراز المعمار الشامي، ارتبط بتاريخ مدينة بيروت السياسي المعاصرة، وقد سمي نسبة لأسرة آل سلام البيروتية. وهذا البرج من أبراج بيروت المدنية، وهو دار على موقع مرتغع، تشرف على مشارف بيروت، صاحب هذه الدارة هو سليم علي سلام (أبو علي) والـد الرئيس صائب سلام. |